# Claudia-Maria Buch
Claudia-Maria Buch, née en mars 1966 à Paderborn, est une économiste allemande, membre du Conseil allemand des experts économiques, Elle est vice-présidente de la Banque fédérale d'Allemagne depuis 2014.
Elle est docteur en économie de l'université Christian Albrecht de Kiel et professeur d’économie à l’université Eberhard Karl de Tübingen.

## Biographie
Claudia-Maria Buch a poursuivi ses études secondaires au prestigieux lycée Theodorianum de Paderborn et a ensuite étudié de 1985 à 1991 à l'université de Bonn dont elle est titulaire d'un diplôme en économie. En 1988-1989 elle a étudié à l'université du Wisconsin-Eau Claire et est titulaire d'un MBA obtenu en 1991-1992. Elle a poursuivi ses études supérieures dans le domaine de la recherche sur les politiques économiques internationales à l'Institut d'économie mondiale de Kiel. À partir de 1992, elle est assistante de recherche dans le groupe de recherche « Europe centrale et orientale », et à partir de 1996 dans le groupe de recherche « marchés financiers » de travail. Elle a obtenu son doctorat en 1996 à l'université Christian Albrecht de Kiel et son habilitation en 2002.
De 2001 à 2003, elle est à la tête de l'Institut de recherche de Kiel, les « marchés financiers ». En 2004, elle a repris la présidence de la théorie économique, en particulier monétaire et la monnaie, à l'université de Tübingen. En 2005 elle a aussi été directrice de l'Institut de recherche d'économie appliquée. Depuis 2004, elle appartient au Conseil consultatif scientifique du ministère fédéral des Affaires économiques, en tant que président depuis 2008, la première femme à présider cette institution. Depuis 2007, elle est enseignant-chercheur au Centre de recherche économique européenne de Mannheim. En 2011, elle a été nommée au Conseil scientifique des risques systémiques européens.
Claudia-Maria Buch siège au Conseil allemand des experts économiques de 2012 jusqu'à sa nomination à la Bundesbank en 2014,,. En juillet 2013, elle devient directrice de l'institut Halle pour la recherche économique. En février 2014, elle est nommée vice-présidente de la Banque fédérale d'Allemagne,.
À partir de 2021, elle s'inquiète du manque de précaution financière des banques, de la flambée des taux d'intérêt, et de l'éclatement en approche d'une bulle économique dans le secteur de l'immobilier,. À la suite du départ de Jens Weidmann de la banque fédérale en 2021, elle est pressentie pour prendre sa relève.

## Vie privée
Son mari est directeur de la communication pour le géant de l'énergie RWE.